# Gaga cuneata
Gaga cuneata är en kantbräkenväxtart som först beskrevs av Georg Friedrich Kaulfuss och Link, och fick sitt nu gällande namn av Fay W.Li och Windham. Gaga cuneata ingår i släktet Gaga och familjen Pteridaceae. Inga underarter finns listade.